# Ban Saint Jean
Koordinaten: 49° 11′ N, 6° 33′ O
Ban Saint Jean (BSJ) ist ein verlassenes Militärcamp auf dem Gebiet der Gemeinde Denting in der Nähe von Boulay-Moselle (Frankreich). Es entstand 1937/38 als Siedlung für Offiziere, die entlang der Maginot-Linie stationiert waren.
Nach dem Waffenstillstand von Compiègne (1940) benutzte die deutsche Wehrmacht das Camp unter dem Namen Johannis Bannberg als Lager für französische Kriegsgefangene (Stalag XIIF). Kurzfristig war hier auch François Mitterrand interniert, nachdem er im November 1941 in Metz nach seiner Flucht aus einem Stalag in Deutschland festgenommen worden war. Er verbrachte im BSJ eine Woche, bevor er in die Nachbargemeinde Boulay-Moselle verlegt wurde.
Nach dem deutschen Überfall auf die Sowjetunion (Unternehmen Barbarossa) im Juni 1941 wurde das BSJ zum Ort, an dem Hunderttausende sowjetische Zwangsarbeiter, Militärs und Zivilisten, interniert werden sollten. Die größte Gruppe unter ihnen bildeten die Ukrainer. Bis heute ist unklar, wie viele Gefangene zwischen Herbst 41 und Herbst 44 durch das BSJ geschleust wurden, und ebenso ist umstritten, wie viele Menschen in diesem Lager den Tod fanden. Schätzungen gehen von mehr als 20.000 vorwiegend ukrainischen und russischen Soldaten aus, die überwiegend in Massengräbern vergraben wurden.
Nach dem Ende des Zweiten Weltkriegs wurde das BSJ wieder vom französischen Militär übernommen, und 1962 wurden auf einem Teil des Geländes Harki-Familien untergebracht. Ein Fernmelderegiment blieb auf dem Gelände noch bis 1981 stationiert und einige zivile Familien lebten dort bis 1989. Seit diesem Zeitpunkt scheint es keine Nutzung des Geländes mehr gegeben zu haben, und das Militär baute 1993 die Dächer der Gebäude ab, um die Dachziegel anderweitig zu nutzen.
Im Jahr 2000 übernahm die Gemeinde Denting das Gelände für einen symbolischen Euro und plante, darauf eine Verbrennungsanlage für den Klärschlamm aus der gesamten Moselregion zu errichten. Die öffentlichen Proteste führten dazu, dass die französische Regierung aus Respekt vor den Opfern des Lagers den Bau der Anlage verbot. 2018 wagte die Gemeinde einen neuen Vorstoß und plante den Bau von Windkraftanlagen auf dem BSJ-Gelände. Man suchte nach einem Weg, „wie die Pflicht zur Erinnerung mit den wirtschaftlichen und energiepolitischen Herausforderungen in Einklang gebracht werden kann“.
Inzwischen wurde aus dem Windkraftprojekt ein Windkraft- und Solarparkprojekt, durch das drei Windkraftanlagen entstehen sollen und auf einer Fläche von 26 Hektar ein Solarpark mit etwa 60.000 Modulen. Seitens der Projektgesellschaft, hinter der ein französisches Tochterunternehmen der RWE steht, heißt es dazu:

« L’enquête publique du projet éolien de Denting est terminée. La Commissaire enquêtrice a rendu son rapport.
Le projet de parc photovoltaïque est, lui, en phase d’études. »

„Die öffentliche Untersuchung des Windkraftprojekts in Denting ist abgeschlossen. Die Untersuchungskommissarin hat ihren Bericht vorgelegt.
Das Photovoltaikprojekt befindet sich noch in der Untersuchungsphase.“

Der letzte Stand hierzu findet sich in einem Zeitungsartikel aus dem August 2023. Dort heißt es, dass auch die Planungen für die Windkraftanlagen vor Ort umstritten waren und 2021 vom Präfekten erst einmal gestoppt worden seien. Außerdem hätten sie außerhalb des BSJ-Geländes errichtet werden sollen, doch werde inzwischen um ein 25 ha großes Gelände auf dem ehemaligen Camp verhandelt. Ob darin auch weiterhin Flächen für den Solarpark enthalten sind, lässt der Artikel offen, aber er deutet an, dass das Projekt von einer lokalen Bürgerinitiative kategorisch abgelehnt wird, während die  AFU einen Konsens mit der Gemeinde anstrebt.

« Il est important de prôner le dialogue avec la mairie de Denting. Nous avons un projet de circuit mémoriel avec des visites, un parking, des affichages. Il s'agit de travailler en concertation avec les élus, les collectivités territoriales, les partneaires. Nous ne pouvons pas nous mettre le mairie de Denting à dos. »

„Es ist wichtig, den Dialog mit dem Rathaus von Denting zu führen. Wir planen einen Erinnerungsrundgang mit Besichtigungen, einem Parkplatz und Beschilderungen. Es geht darum, in Absprache mit den gewählten Vertretern, den Gebietskörperschaften und den Partnern zu arbeiten. Wir dürfen das Rathaus von Denting nicht gegen uns aufbringen.“

Nach der vom Archiv des Departement Moselle 2020 herausgegebenen Broschüre Gedenktourismus im Departement Moselle ist das Gelände des Lagers Ban Saint-Jean frei zugänglich. Bilder von den verbliebenen Campanlagen sind auf Google-Maps unter dem Suchbegriff „Camp du Ban-Saint-Jean“ zu finden.

Die 2012 errichtete Gedenkanlage auf dem Camp-Gelände
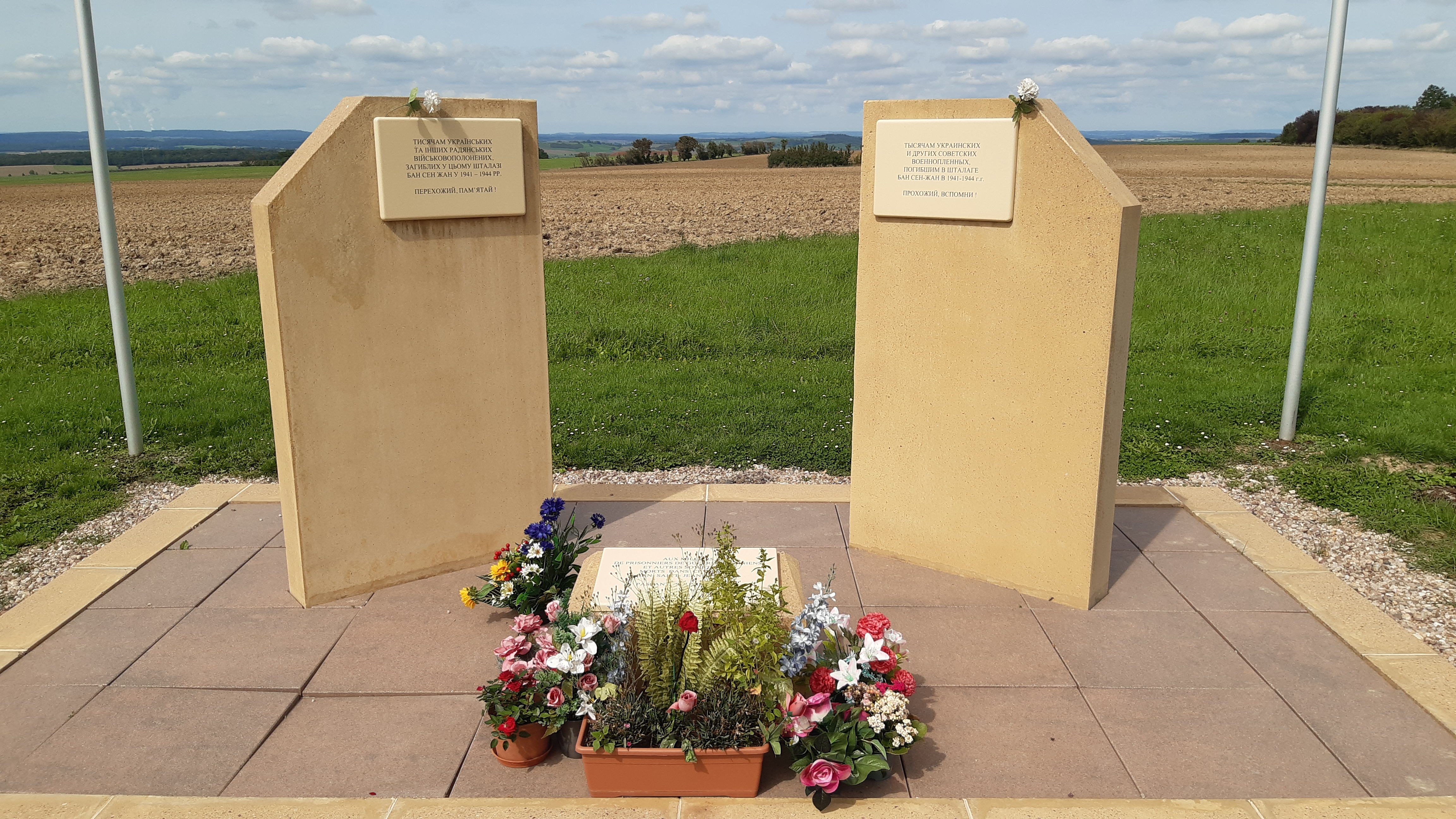
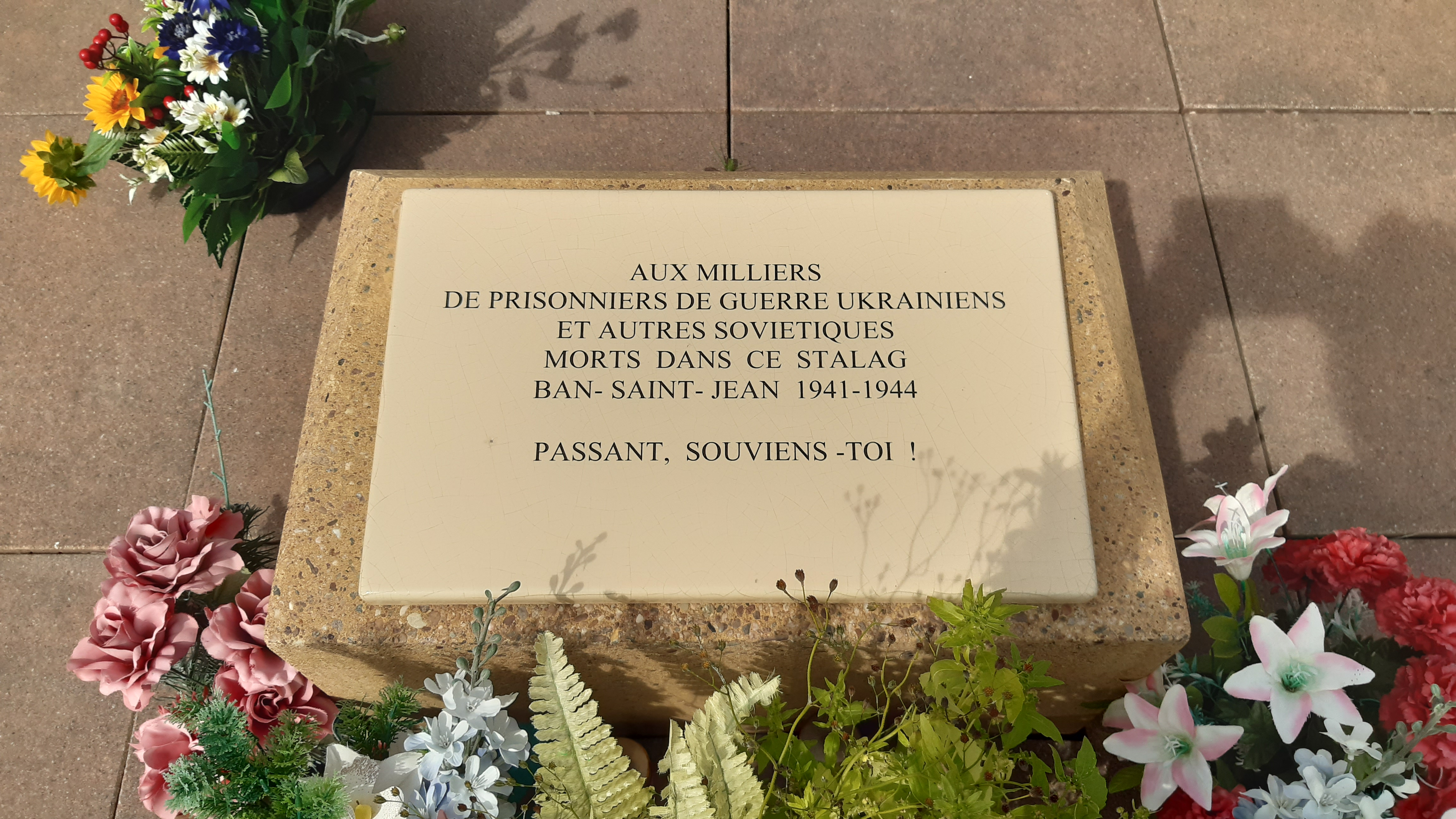